# Glabella tyermani
Glabella tyermani là một loài ốc biển, là động vật thân mềm chân bụng sống ở biển trong họ Marginellidae, họ ốc mép.

## Miêu tả
Loài này có kích thước giữa 4.5 mm and 16 mm

## Phân bố
Chúng phân bố ở Đại Tây Dương dọc theo Gabon và Liberia.
- Island of Banié[1]
- Komo estuary[1]
- Port Gentil, Gabon[1]